# Eugen Fridrich Fulda
Eugen Fridrich Fulda (8. července 1872 Těšín – 15. ledna 1942 Těšín) byl stavitel, architekt a politik v Těšíně.

## Životopis
Narodil se v rodině stavitele Fridricha Eduarda Fuldy (také Frice Fuldy, 1841–1909) a jeho ženy Luisy. Vystudoval Vysoké školy technické v Brně, ve Vídni a Štýrském Hradci. V roce 1903 převzal rodinnou stavební firmu. Zbýval se projekční a stavební činností, firmu rozšířil o cihelnu v Mostech u Českého Těšína, pilu, truhlářství, zavedl výrobu betonového zboží a provoz k hloubení studní. Pro sebe v roce 1912 postavil dům, ve kterém byly kanceláře firmy a první výtah v Těšíně (náměstí Svatého Kříže 1). V roce 1920 byl dům prodán bance. Po rozdělení Těšína se rozhodl pro českou část Těšína, bydlel v domě, který postavil jeho otec Fridrich Fulda v roce 1899 (Fuldova vila).
V roce 1928 přeměnil firmu na komanditní společnost v jejímž čele byli tři manažeři (T. Hauschild, P. Lamatsch a E. Kubisch). V roce 1933 firma zastavila svou činnost.
Eugen Fulda se angažoval v politice, byl předsedou živnostenského spolku (od roku 1914), zakladatelem výboru pro postavení těšínského divadla (1904), v letech 1899–1909 členem Klubu techniků a také členem různých dobročinných a kulturně vzdělávacích spolků. Dne 14. února 1919 přednesl zástupcům vítězných mocností požadavek těšínských Němců na vytvoření suverénního státu pod protektorátem Spojených národů, který by zahrnoval průmyslovou oblast Slezska a východní Moravy. Tento požadavek byl také předán v písemné formě (Denkschrift, betreffend die künftige staatliche Zugehörigkeit dieses Gebietes) prezidentovi USA Woodrowovi Wilsonovi v Paříži. Do roku 1927 byl čelným představitelem Německé národní rady pro Těšínsko.
V třicátých létech Eugen Fulda začal vyvíjet protistátní činnost. V tzv. Patscheiderově procesu v roce 1935 v Moravské Ostravě byl jedním z dvaceti obžalovaných. Ze zdravotních důvodů byla obžaloba proti němu stažena. Od roku 1938 žil v Německu a zpět se vrátil v roce 1939. Byl členem NSDAP a vedoucím místních skupin v Těšíně. Je pravděpodobné, že svého vlivu využíval k záchraně lidí, které znal, před hitlerovským terorem.

## Rodina
Dne 25. dubna 1904 se v Olomouci oženil s Martou Marií Annou Kratschmerovou z Těchova. Z jejich svazku vzešly dvě děti: Fryderyk Josef František (* 1905) a Goetz Gunter (* 1907).

## Dílo
Stavěl především pro hutní a báňské závody a pro obce (školy, tělocvičny, budovy úřadů, nemocnice).
Stavby v Těšíně:
- 1905 budova justičního paláce ve stylu vídeňského baroka[5]
- 1905 německé divadlo (projekt Ferdinand Fellner a Hermann Helmer, novobarokní objekt se secesními prvky)
- 1909 městské divadlo v Těšíně (projekt Ferdinand Fellner)
- 1911–1912 hotel U hnědého jelena, náměstí Těšín
- 1912 secesní dům na náměstí Svatého Kříže 1 (Těšín, Polsko)
- 1912 přestavba rodinného domu Leopolda Jana Szersznika na secesní čtyřpatrový dům[8]

Stavby v Českém Těšíně:
- 1920–1928 Soubor staveb hřbitova (Hřbitovní ulice, Český Těšín, kulturní památka)[9][10]
- 1923–1924 ZŠ a Obchodní akademie (návrh Alfred Wiederman, ul. Sokola Tůmy, Č. Těšín)[11][12]
- 1927 evangelický kostel Těšín
- 1927–1937 Městská nemocnice v Č. Těšíně (projekt Karl Gottwald, realizace s Václavem Nekvasilem)
- 1927–1930 činžovní domy v Těšíně
- 1928–1929 radnice (projekt Vilém Richter, Č. Těšín, památková zóna)[12]
- 1929–1930 ČSOB (původně sídlo pobočky Centrální banky německých spořitelen, Nádražní 4/42, Č. Těšín)[13]
- 1929–1931 požární zbrojnice (Masarykovy sady)[14]
- 1930 vila Gottlieba a Stelly Fantelových, nyní mateřská škola (projekt společně s Karlem Reinhardtem, ul. Smetanova Č. Těšín, kulturní památka)[15][12]
- 1930–1931 hotel Piast (projekt Eduard David, ul. Nádražní, Č. Těšín, památková zóna)[16]

Stavby mimo Těšín:
- 1906 dřevěný lovecký zámeček arcivévody Bedřicha Rakousko Těšínského, po požáru v roce 1927 zděný (Visla, Polsko, architekt Ernest Altmann, užíván jako prezidentský zámek)
- 1917 zděný komín s vodojemem, válcovny na tenký plech Fryštát, snesen kolem poloviny 20. století[17][18]

- 1928 turistická chata Skalka (Mosty u Jablunkova)[5]
- 1930 funkcionalistická vila (Školní 474, Jablunkov, kulturní památka)[19]
- 1923 hornická kolonie v Karviné pro úředníky[5]
- dělnická kolonie Mexiko v Karviné (neexistuje)[5]